# Ett litet fattigt barn jag är
Ett litet fattigt barn jag är är en psalm av "okänd svensk författare" som i 1937 års psalmbok visade sig vara av Charlotte Lindholm och publicerad 1872 i sångsamlingen Sånger af Nanny. Den utgavs under pseudonym, vilket var ett vanligt sätt för kvinnor att publicera sig under 1800-talet, då det ansågs opassande att kvinnor skrev texter för offentligt bruk.
En psalmsång Ett armt och litet barn jag är under rubriken För barn, finns som nr 707 i Andeliga Sånger och Werser 1806. Där uppges melodin vara grundad på den tyska psalmen Nun sich der Tag geendet hat.
Någon melodiangivelse finns inte för denna psalm i detta sånghäfte, som för de flesta andra sångerna där. I söndagsskolsångboken från 1882 anges att ursprunget är från Teodor Trued Truvé Truvés sånger eller Sånger för Söndagsskolan och Hemmet från 1875, men den uppgiften är fel då texten var publicerad redan 1872.  Melodin i 1939 års koralbok är en tretaktsmelodi av okänt ursprung. Tidigare användes en tonsättning av Johan Georg Christian Störl från 1710, samma som till Din klara sol går åter opp.
Psalmen gavs ut på skivan Barn i stan på förlaget Folksång runt 1980-talet, då melodin anges som "trad". I filmen Emil i Lönneberga sjungs psalmen av de gamla från fattighuset i en scen.

## Publicerad i
- Sånger af Nanny 1872 som nr 49 under fjärde rubriken "Andeliga Skolsånger" med titeln Glädje i Gud.
- Stockholms söndagsskolförenings sångbok 1882 som nr 53 under rubriken "Sånger af allmänt innehåll" med tre verser.
- Hemlandssånger 1891 som nr 381 under rubriken "Kärleken".
- Svensk söndagsskolsångbok 1908 som nr 220 under rubriken "Barndomen"
- Lilla Psalmisten 1909 som nr 188 under rubriken "Lovsånger".
- Svensk söndagsskolsångbok 1929 som nr 219 under rubriken "Barndoms- och ungdomstiden"
- Nya psalmer 1921 som nr 621 under rubriken "Det Kristliga Troslivet: Troslivet i hem och samhälle: Det kristna hemmet: Äkta makar".
- Sionstoner 1935 som nr 626 under rubriken "Ungdom"
- Guds lov 1935 som nr 560 under rubriken "Barnsånger"
- 1937 års psalmbok som nr 514 under rubriken "Barn".
- Psalm 393 i den finlandssvenska psalmboken 1986